# Like a Prayer
Like a Prayer je čtvrté studiové album americké zpěvačky a skladatelky Madonny.

## Seznam skladeb
1. Like a Prayer
2. Express Yourself
3. Love Song
4. Till Death Do Us Part
5. Promise to Try
6. Cherish
7. Dear Jessie
8. Oh Father
9. Keep It Together
10. Pray for Spanish Eyes
11. Act of Contrition